# Валдувко (Поморське воєводство)
Валдувко (пол. Wałdówko) — село в Польщі, у гміні Зблево Староґардського повіту Поморського воєводства.
Населення — 49 осіб (2011).
У 1975-1998 роках село належало до Гданського воєводства.

## Демографія
Демографічна структура станом на 31 березня 2011 року:
|          | Загалом | Допрацездатний вік | Працездатний вік | Постпрацездатний вік |
| -------- | ------- | ------------------ | ---------------- | -------------------- |
| Чоловіки | 24      | 2                  | 22               | 0                    |
| Жінки    | 25      | 5                  | 16               | 4                    |
| Разом    | 49      | 7                  | 38               | 4                    |